# Евелін Відмер-Шлумпф
Евелін Відмер-Шлумпф (нар. 16 березня 1956, Фельсберг, Граубюнден, Швейцарія) — швейцарський політик, юрист, колишній член Федеральної ради Швейцарії (2008—2015), колишня очільниця Федерального департаменту фінансів та Федерального департаменту юстиції та поліції, Президент Швейцарії в 2012 році.
Вона є дочкою колишнього члена Федеральної ради Швейцарії та Президента Швейцарії в 1984 році Леона Шлумпфа. Вона є другим членом Федеральної ради Швейцарії після Ежена Руффі, чий батько теж займав цю посаду, а також шостою жінкою обраною до Федеральної ради. Евелін Відмер-Шлумпф разом із Доріс Лойтгард, Симонеттою Соммаругою та Мішлін Кальмі-Ре курує підготовку до виставки «SAFFA 2020», яка буде присвячена труду жінок.

## Кар'єра
Евелін Відмер-Шлумпф закінчила Цюрихський університет в 1981 році та отримала ступінь доктора права в 1990 році. В 1985 році вона була обрана до складу окружного суду в комуні Трін, кантон Граубюнден, а в 1991—1997 роках була його головою. Після вступу до Швейцарської народної партії, її обрали до Парламенту кантону Граубюнден на період 1994—1998 років, а в 1998 році її обрали до Ради кантону Граубюнден і вона стала першою жінкою в цьому органі. В 2001 та 2005 роках вона була Президентом кантону Граубюнден.
Під час виборів до Федеральної ради Швейцарії 12 грудня 2007 року, Федеральні збори Швейцарії обрали Евелін Відмер-Шлумпф до цього органу замість її однопартійця Крістофа Блохера. Через те, що її вибрали без підтримки її партії, яка захищала кандидатуру Крістофа Блохера, Швейцарська народна партія оголосила її зрадницею та виключила зі складу партійної групи разом із Самуелем Шмідом, який її підтримав. Пізніше, 2 квітня 2008 року, національне керівництво Швейцарської народної партії закликало її вийти зі складу Федеральної ради та залишити партію. Коли вона відмовилась це робити, національне керівництво партії почала вимагати в Граубюнденського осередку виключити її. Формально, Швейцарська народна партія, як і всі інші партії в Швейцарії, є федерацією кантональних партій, тому рішення про виключення однієї людини зі складу партії приймають саме кантональні партії. Граубюнденський осередок Швейцарської народної партії став на захист Евелін Відмер-Шлумпф, через що національне керівництво партії виключило весь Граубюнденський осередок зі складу партії. Пізніше, колишній Граубюнденський осередок Швейцарської народної партії, членом якого була Евелін Відмер-Шлумпф, та Бернський осередок Швейцарської народної партії, членом якого був Самуель Шмід, створили нову Консервативно-демократичну партію.
Разом із набуттям членства в Федеральній раді Швейцарії, Евелін Відмер-Шлумпф стала головою Федерального департаменту юстиції та поліції Швейцарії. В 2010 році, після обрання двох нових членів Федеральної ради, відбулась перестановка посад і Евелін Відмер-Шлумпф була переміщена на посаду голови Федерального департаменту фінансів Швейцарії.
Евелін Відмер-Шлумпф була обрана Віце-президентом Швейцарії на 2011 рік, коли Президентом була Мішлін Кальмі-Ре, та Президентом Швейцарії на 2012 рік. Вона стала четвертою жінкою-президентом (після Рут Дрейфус в 1999 році, Мішлін Кальмі-Ре в 2007 та Доріс Лойтгард в 2010) та третьою жінкою підряд на цій посаді.
Після того, як на Швейцарських федеральних виборах 2015 року Швейцарська народна партія, яка перебувала в опозиції до Евелін Відмер-Шлумпф, отримала рекордні 29 % голосів, Евелін Відмер-Шлумпф оголосила що не буде виставляти свою кандидатуру на переобрання до Федеральної ради. У 2016 році її на посаді члена Федеральної ради замінив Гі Пармелен із Швейцарської народної партії.